# Temmincks strandleeuwerik

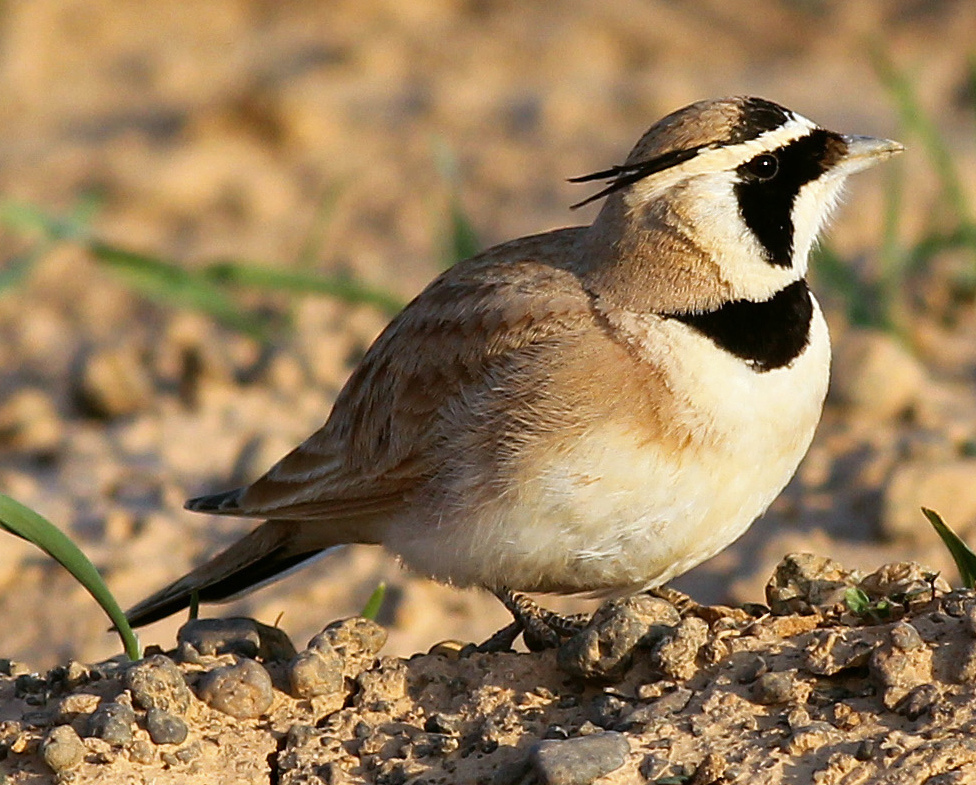

Temmincks strandleeuwerik (Eremophila bilopha) is een vogel uit de familie leeuweriken (Alaudidae). De soort komt voor in noordelijk Afrika en ook op het Arabisch Schiereiland. De soort is nauw verwant aan de strandleeuwerik, die volgens studies uit 2014-2019 zelf uit 3-6 soorten bestaat.

## Kenmerken
De vogel is 14 tot 15 cm lang, gemiddeld twee centimeter kleiner dan de Europese ondersoort van de (gewone) strandleeuwerik. Deze leeuwerik lijkt sterk op de kleine ondersoort (E. alpestris/penicillata bicornis) van de strandleeuwerik/bergleeuwerik die voorkomt in Libanon, Israël en aan de grens met Syrië. De Temmincks strandleeuwerik heeft in het zomerkleed hetzelfde patroon van zwart, geel en wit op de kop als de strandleeuwerik, met als enige verschil een spits toelopende in plaats van recht toelopende uitloper richting snavel van de zwarte keelband. Een ander opvallend verschil is de kleur van de rug en de vleugels, die is roestrood en bij de gewone strandleeuwerik grijsbruin.

## Verspreiding en leefgebied
De soort komt voor in Noord-Afrika en het Arabisch Schiereiland. Het leefgebied bestaat uit steppen en halfwoestijnen en in berggebieden onder de 1000 m boven de zeespiegel. In het Atlasgebergte komt ook een ondersoort van de strandleeuwerik/bergleeuwerik (E. alpestris/penicillata atlas) voor, die zich meestal op grotere hoogte ophoudt.

## Status
De grootte van de wereldpopulatie is niet gekwantificeerd. De vogel is redelijk algemeen, vooral in het westelijk deel van het verspreidingsgebied in Noord-Afrika. Waarschijnlijk gaat de soort in aantal achteruit, maar niet in een zorgwekkend tempo. Daarom staat de Temmincks strandleeuwerik als niet bedreigd op de Rode Lijst van de IUCN.